# 도로시 스탕

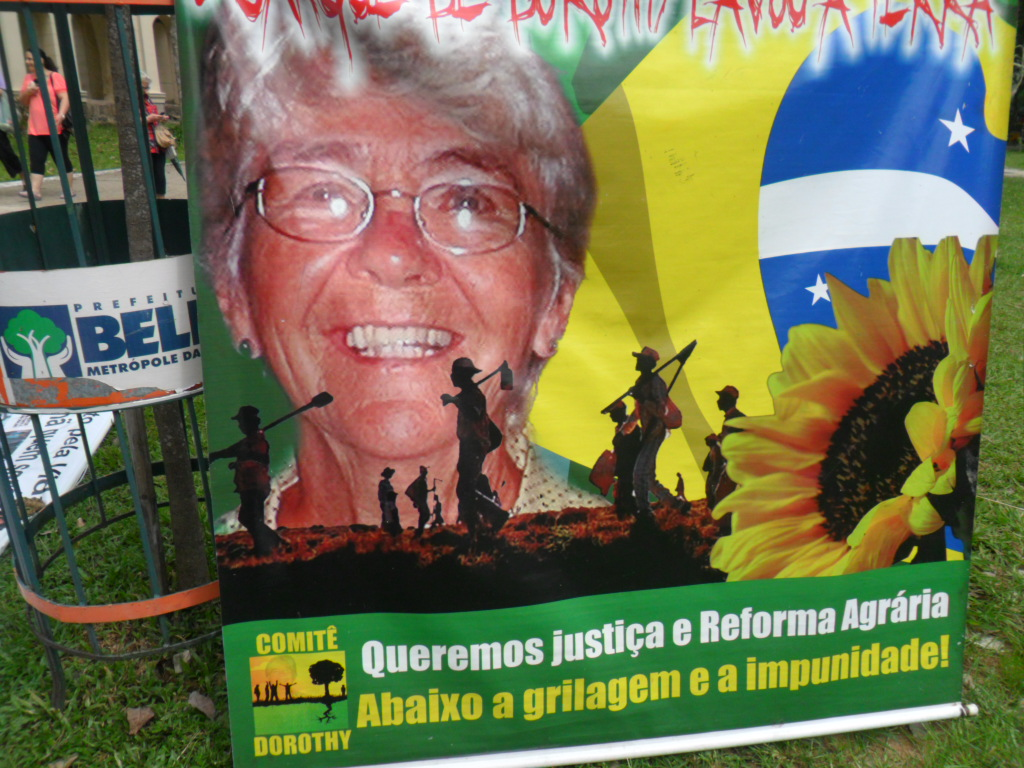

도로시 스탕(Dorothy Stang, 1931년 6월 7일 ~ 2005년 2월 12일) 수녀는 브라질의 수녀 및 빈민운동가이자 환경운동가이다.

## 생애
1966년 브라질로 건너가 아마존의 부분별한 개발에 반대하는 환경운동과 그곳에서 노예 노동에 시달리는 노동자들의 인권을 옹호하는 빈민운동을 펼쳤으며, 농장주와 불법 벌목업자들의 살해위협 속에서도 가난한 농민의 편에 서서 지속 가능한 개발과 빈농의 자활운동을 벌였다. 브라질 농민들로부터 '아마존의 성녀(聖女)'라는 별칭을 얻었으며 2004년 파라주 '올해의 여성'에 선정되었고, 같은해 브라질 변호사협회 인권상을 받았다.
2005년 2월 12일, 브라질 파라주 아나푸시(市) 지역의 한 농장지대에서 불법 벌목꾼들과 농장주들이 고용한 청부업자들이 쏜 총탄 6발중 3발을 맞고 숨졌다. 같은 해 2월 15일 장례식이 거행되었으며, 2006년 2월 2일, 미국 데이턴 대학교에서 명예학위를 수여받았다.

## 같이 보기
- 도로시 데이(Dorothy Day)